# Росія на літніх Паралімпійських іграх 2012
Росія на літніх Паралімпійських іграх  2012 представлена 182 спортсменами в 12-ти видах спорту: академічного веслування, велоспорті, волейболі сидячи, дзюдо, легкої атлетики, настільному тенісі, пауерліфтингу, плаванні,стрільби з лука, кульової стрільби, фехтуванні сидячи, футболі (по 7 чоловік).

## Медалісти
| Медаль | Спортсмен           | Вид спорту     | Дисципліна                        | Дата      |
| ------ | ------------------- | -------------- | --------------------------------- | --------- |
| Золото | Сергій Пунько       | Плавання       | Чоловіки, 400 м вільним стилем    | 30 серпня |
| Золото | Оксана Савченко     | Плавання       | Жінки, 400 м вільним стилем       | 30 серпня |
| Золото | Маргарита Гончарова | Легка атлетика | Жінки, стрибки в довжину          | 31 серпня |
| Золото | Олексій Ашапатов    | Легка атлетика | Чоловіки, метання диска           | 31 серпня |
| Золото | Роман Капранов      | Легка атлетика | Чоловіки, 200 м                   | 31 серпня |
| Срібло | Володимир Балинец   | Пауерліфтинг   | Чоловіки, до 48 кг                | 30 серпня |
| Срібло | Марина Клименченко  | Стрільба       | Жінки, пневматичний пістолет 10 м | 31 серпня |
| Срібло | Роман Дубовий       | Плавання       | Чоловіки, 100 м батерфляй         | 31 серпня |
| Бронза | Вікторія Потапова   | Дзюдо          | Жінки, до 48 кг                   | 30 серпня |
| Бронза | Володимир Кривуля   | пауерліфтинг   | Чоловіки, до 52 кг                | 31 серпня |
| Бронза | Шахбан Курбанов     | Дзюдо          | чоловіки, до 73 кг                | 31 серпня |